# 마쓰다이라 야스테루
마쓰다이라 야스테루(일본어: 松平康映)는 에도 시대 전기의 다이묘이다. 이즈미 기시와다번 제2대 번주, 하리마 야마사키 번주, 이와미 하마다 번 초대 번주를 지냈다. 마쓰이 마쓰다이라 가(松井松平家) 제2대 당주.
| 전임 마쓰다이라 야스시게 | 제2대 기시와다번 번주 (마쓰이 마쓰다이라가) 1640년 | 후임 오카베 노부카쓰 |

| 전임 이케다 데루즈미 | 야마사키 번 번주 (마쓰이 마쓰다이라가) 1640년 ~ 1649년 | 후임 이케다 쓰네모토 |

| 전임 후루타 시게쓰네 | 제1대 하마다 번 번주 (마쓰이 마쓰다이라가) 1649년 ~ 1674년 | 후임 마쓰다이라 야스노리 |